# Maja Pachale
Maja Pachale (* 18. Oktober 1979 in Schwerin) ist eine ehemalige deutsche Volleyballspielerin.
Maja Pachale begann mit dem Volleyball in ihrer Heimat beim Schweriner SC und wurde hier 1998 deutsche Meisterin. Danach ging sie in die USA und spielte vier Jahre im College-Team beim Georgia Institute of Technology. Nach ihrer Rückkehr nach Deutschland spielte sie beim USC Braunschweig, mit dem sie 2003 in die erste Bundesliga aufstieg. Nach dem Rückzug des Teams aus der Bundesliga wechselte Maja Pachale zu den Roten Raben Vilsbiburg, wo sie 2008 erneut die Deutsche Meisterschale gewann. Anschließend kehrte sie zu ihrem Heimatverein Schweriner SC zurück, wo sie nach zwei weiteren Meistertiteln 2008 und 2011 ihre Karriere beendete.
Maja Pachale ist die Tochter von Siegfried Pachale (DDR-Diskuswerfer, Olympiateilnehmer 1976 in Montréal). Auch Pachales ältere Schwester Hanka Pachale war eine in der Bundesliga und international erfolgreiche Volleyballspielerin.